# Vasco Bertelli
Pour les articles homonymes, voir Bertelli.
Vasco Giuseppe  Bertelli , né le 23 janvier 1924 à Pontedera dans la province de Pise en Toscane et mort le 2 novembre 2013  à Florence, est un prélat catholique italien, évêque de Volterra de 1985 à 2000.

## Biographie
Bertelli  est ordonné prêtre le 5 avril 1947.
Jean-Paul II le nomme évêque de Volterra, diocèse toscan situé dans la province de Pise, le 25 mai 1985. Il reçoit la consécration épiscopale le 29 juin suivant des mains de Mgr Benvenuto Matteucci archevêque de Pise.
Il se retire pour raison d'âge en 2000.

## Source de la traduction
- (de) Cet article est partiellement ou en totalité issu de l’article de Wikipédia en allemand intitulé « Vasco Giuseppe Bertelli » (voir la liste des auteurs).